# Theogonia (báseň)
Theogonia (starořecky Θεογονία, Theogonía „genealogie či zrození bohů“, též O původu bohů je starořecké básnické dílo ze 7. či 8. století př. n. l. básníka Hésioda, jež vypráví o zrození řeckých bohů. Představuje široce pojatou syntézu různých lokálních řeckých tradic uspořádaných do jednotného příběhu o tom jak vznikl a jak byl uspořádán svět. Vedle ní existují i další řecká podání o vzniku světa zaznamená či vytvořená básníky: Homérova, Alkmánova a Aristofanova, mysterijní orfická kosmogonie a filosofické spekulace o vzniku světa: Ferekýdova, Empedoklova a Platónova.
Dílo vypráví o vzniku Chaosu, z něhož vznikla Gaia-Země a další prvotní božstva, o zrození Titánů kteří svrhli Gaiina druha Úrana. Pokračuje tím jak byli Titáni taktéž svrženi další božskou generací – Olympany vedenými Diem, a taktéž vypráví o tom jak bohové mezi sebou i se smrtelníky plodili další potomky.